# Эльдьяудн, Кристьяун
Кристьяун Эльдьяудн (исл. Kristján Eldjárn; 6 декабря 1916, Tjörn í Svarfaðardal, Самоуправляемая Исландия, Дания — 14 сентября 1982, Кливленд, Огайо) — исландский археолог и государственный деятель. Третий президент Исландии (1968—1980).

## Биография
Родился 6 декабря 1916 года в городе Дальвик. 
Изучал археологию в Копенгагенском университете.
Преподавал в Исландском университете.
В 1937 году проводил раскопки на Гренландии. В 1947 году проводил раскопки поселения Валльхагар на острове Готланд.
С 1947 по 1968 год — директор Национального музея Исландии.

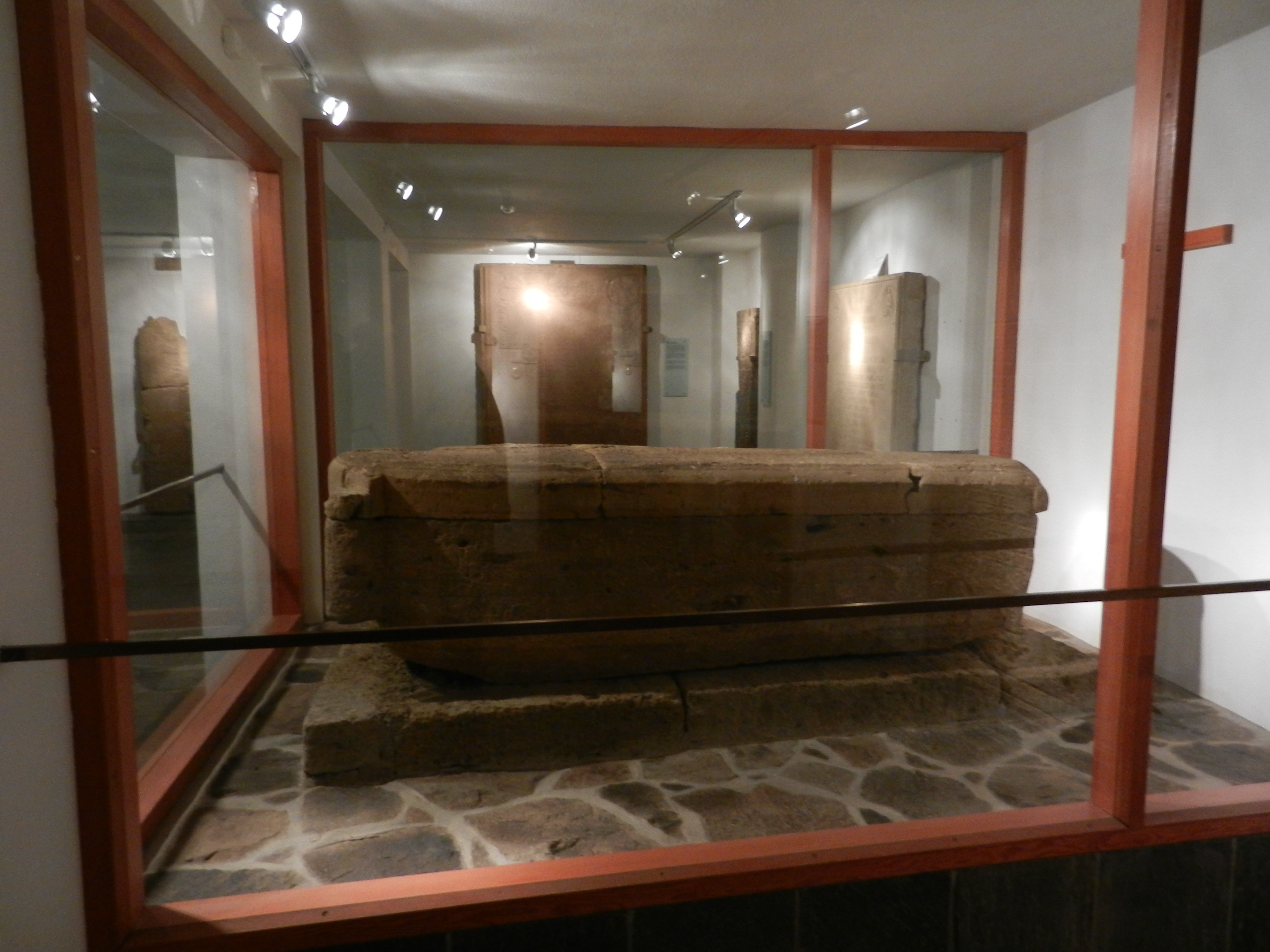
Каменный гроб епископа Паля Йонссона в подвале Скаульхольтский собор

С 1954 по 1958 год руководил начатыми в 1952 году раскопками перед строительством нового Скаульхольтского собора, заложенного в 1956 году. В 1954 году обнаружен каменный гроб Скаульхольтского епископа Паля Йонссона. Гроб епископа Паля хорошо сохранился, за исключением того, что крышка раскололась на три части. Гроб вскрыт сразу после обнаружения. В гробу обнаружены кости Паля и резной епископский посох, сделанный из моржового клыка. Епископский посох хранится в Национальном музее Исландии в Рейкьявике. Кости епископа Паля положили в небольшой деревянный гроб, который поместили внутри найденного каменного гроба. Каменный гроб поместили в подвале Скаульхольтского собора.
В 1957 году получил степень доктора за исследования язычества в Исландии.
В 1962 году раскапывал церковь Тьодхильды близ Братталида на Гренландии и в том же году — Л’Анс-о-Медоус на Ньюфаундленде.
В 1966—1968 гг. вёл серию образовательных телепрограмм на исландском телевидении, в которых он показывал и рассказывал об экспонатах Национального музея в историческом контексте. Эти телепередачи завоевали большое внимание телезрителей и сделали их автора и ведущего одним из известных людей в стране.
Почётный доктор ЛГУ (1975).

## Президент Исландии (1968—1980)
Начав президентскую избирательную кампанию 1968 года, значительно уступая своему сопернику Гюннару Тороддсену, Эльдьяудн выиграл выборы, получив 65,6 % голосов избирателей. На президентских выборах 1972 года и президентских выборах 1976 года автоматически переизбирался в связи с отсутствием других кандидатов. Отказался участвовать в президентских выборах 1980 года для того, чтобы иметь время закончить свои научные труды.
При Эльдьяудне произошёл самый значительный внешнеполитический кризис с момента объявления независимости — вторая и третья «тресковые войны».

## Личная жизнь
В 1947 году женился на Халльдоуре Ингоульфсдоуттир (Halldóra Ingólfsdóttir; 1923—2008). Сын — писатель Тоураринн Эльдьяудн (Þórarinn Eldjárn; род. 22 августа 1949), дочь — автор и иллюстратор детских книг Сигрун Эльдьядн (Sigrún Eldjárn; род. 3 мая 1954). Внук, сын Тоураринна — комик Ари Эльдьяудн (Ari Eldjárn; род. 5 сентября 1981).